# Natação nos Jogos Olímpicos de Verão de 1988 - Revezamento 4x200 m livre masculino
A competição do Revezamento 4x200 m livre masculino da natação nos Jogos Olímpicos de Verão de 1988 foi disputada nos dias 20 e 21 de setembro no Jamsil Indoor Swimming Pool em Seul, Coreia do Sul.

## Medalhistas
|  | USA Estados Unidos                                                               |  | GDR Alemanha Oriental                                                     |  | FRG Alemanha Ocidental                                                                 |
|  | Troy Dalbey Matt Cetlinski Doug Gjertsen Matt Biondi Craig Oppel* Dan Jorgensen* |  | Uwe Daßler Sven Lodziewski Thomas Flemming Steffen Zesner Lars Hinneburg* |  | Erik Hochstein Thomas Fahrner Rainer Henkel Michael Gross Peter Sitt* Stefan Pfeiffer* |

## Recordes
Antes desta competição, os recordes mundiais e olímpicos da prova eram os seguintes:
| Tipo | Atleta | Tempo   | Local                       | Data                 |
| ---- | --- | ------- | --------------------------- | -------------------- |
|      | Alemanha Ocidental (FRG) Peter Sitt (1:48.94) Rainer Henkel (1:48.71) Thomas Fahrner (1:48.64) Michael Gross (1:46.81) | 7:13.10 | Estrasburgo, França         | 19 de agosto de 1987 |
|      | Estados Unidos (USA) Mike Heath (1:48.67) David Larson (1:49.01) Jeff Float (1:49.60) Bruce Hayes (1:48.41)            | 7:15.69 | Los Angeles, Estados Unidos | 30 de julho de 1984  |

Os seguintes recordes mundiais ou olímpicos foram estabelecidos durante esta competição:
| Data           | Evento | Atleta | Tempo   | Notas           |
| -------------- | ------ | --- | ------- | --------------- |
| 21 de setembro | Final  | USA Estados Unidos Troy Dalbey (1:49.37) Matt Cetlinski (1:48.44) Doug Gjertsen (1:48.26) Matt Biondi (1:46.44) | 7:12.51 | Recorde mundial |

## Resultados

### Eliminatórias
Regra: Os oito times mais rápidos avançam à final (Q).
| Pos. | Raia | CON                          | Nadadores                                                                                                   | Tempo   | Notas |
| ---- | ---- | ---------------------------- | --- | ------- | ----- |
| 1    | 1    | GDR Alemanha Oriental        | Uwe Daßler (1:49.47) Lars Hinneburg (1:49.64) Sven Lodziewski (1:48.87) Thomas Flemming (1:48.63)           | 7:16.61 | Q     |
| 2    | 1    | USA Estados Unidos           | Craig Oppel (1:51.24) Dan Jorgensen (1:49.24) Matt Cetlinski (1:48.87) Doug Gjertsen (1:49.41)              | 7:18.76 | Q     |
| 3    | 2    | FRG Alemanha Ocidental       | Peter Sitt (1:50.31) Rainer Henkel (1:49.63) Stefan Pfeiffer (1:50.06) Erik Hochstein (1:49.38)             | 7:19.38 | Q     |
| 4    | 1    | AUS Austrália                | Jason Plummer (1:51.44) Ian Brown (1:48.89) Martin Roberts (1:51.31) Tom Stachewicz (1:49.82)               | 7:21.46 | Q     |
| 5    | 1    | ITA Itália                   | Massimo Trevisan (1:50.95) Fabrizio Rampazzo (1:51.47) Valerio Giambalvo (1:50.97) Roberto Gleria (1:48.46) | 7:21.85 | Q     |
| 6    | 2    | FRA França                   | Stéphan Caron (1:49.41) Michel Pou (1:51.01) Olivier Fougeroud (1:51.62) Laurent Neuville (1:50.99)         | 7:23.03 | Q     |
| 7    | 2    | SWE Suécia                   | Tommy Werner (1:50.46) Christer Wallin (1:50.38) Henrik Jangvall (1:52.33) Michael Söderlund (1:50.65)      | 7:23.82 | Q     |
| 8    | 2    | CAN Canadá                   | Turlough O'Hare (1:51.59) Darren Ward (1:52.27) Donald Haddow (1:51.11) Gary Vandermeulen (1:51.31)         | 7:26.28 | Q     |
| 9    | 1    | GBR Grã-Bretanha             | Kevin Boyd (1:52.00) Paul Howe (1:51.58) Jonathan Broughton (1:52.81) Roland Lee (1:53.38)                  | 7:29.77 |       |
| 10   | 2    | BRA Brasil                   | Cristiano Michelena (1:51.38) Jorge Fernandes (1:53.34) Emanuel Nascimento (1:54.26) Júlio López (1:53.13)  | 7:32.11 |       |
| 11   | 1    | DEN Dinamarca                | Franz Mortensen (1:51.21) Claus Christensen (1:52.08) Jan Larsen (1:52.61) Peter Rohde (1:57.41)            | 7:33.31 |       |
| 12   | 1    | KOR Coreia do Sul            | Kwon Sang-won (1:57.08) Yang Wook (1:57.29) Song Kwang-sun (1:59.11) Kwon Soon-kun (1:59.45)                | 7:52.93 |       |
| 13   | 1    | ISV Ilhas Virgens Americanas | Hans Foerster (2:01.34) Kraig Singleton (2:05.63) Ronald Pickard (2:07.66) William Cleveland (2:00.88)      | 8:15.51 |       |
| 14   | 2    | UAE Emirados Árabes Unidos   | Ahmad Faraj (2:15.64) Mohamed Abdullah (2:17.64) Bassam Al-Ansari (2:15.41) Mohamed Bin Abid (2:12.34)      | 9:01.03 |       |
| 016  | 2    | MEX México                   | Ignacio Escamilla Jorge Alarcón Carlos Romo Rodrigo González                                                | DSQ     |       |
| 016  | 2    | URS União Soviética          | Sergey Kudryayev Aleksandr Bazhanov Nikolay Yevseyev Aleksey Kuznetsov                                      | DSQ     |       |

### Final
| Pos.              | Raia | CON                    | Nadadores                                                                                                  | Tempo   | Notas              |
| ----------------- | ---- | ---------------------- | --- | ------- | ------------------ |
| Medalha de ouro   | 5    | USA Estados Unidos     | Troy Dalbey (1:49.37) Matt Cetlinski (1:48.44) Doug Gjertsen (1:48.26) Matt Biondi (1:46.44)               | 7:12.51 | Recorde mundial    |
| Medalha de prata  | 4    | GDR Alemanha Oriental  | Uwe Daßler (1:48.26) Sven Lodziewski (1:48.92) Thomas Flemming (1:48.07) Steffen Zesner (1:48.43)          | 7:13.68 | Recorde nacional   |
| Medalha de bronze | 3    | FRG Alemanha Ocidental | Erik Hochstein (1:49.91) Thomas Fahrner (1:47.75) Rainer Henkel (1:49.42) Michael Gross (1:47.27)          | 7:14.35 |                    |
| 4                 | 6    | AUS Austrália          | Tom Stachewicz (1:48.99) Ian Brown (1:49.05) Jason Plummer (1:49.95) Duncan Armstrong (1:47.24)            | 7:15.23 | Recorde da Oceania |
| 5                 | 2    | ITA Itália             | Roberto Gleria (1:49.23) Giorgio Lamberti (1:47.29) Massimo Trevisan (1:49.66) Valerio Giambalvo (1:49.82) | 7:16.00 | Recorde nacional   |
| 6                 | 1    | SWE Suécia             | Anders Holmertz (1:48.06) Tommy Werner (1:49.41) Michael Söderlund (1:50.57) Christer Wallin (1:51.06)     | 7:19.10 |                    |
| 7                 | 7    | FRA França             | Michel Pou (1:52.05) Franck Iacono (1:50.04) Olivier Fougeroud (1:52.14) Ludovic Depickère (1:50.46)       | 7:24.69 |                    |
| 8                 | 8    | CAN Canadá             | Turlough O'Hare (1:51.45) Sandy Goss (1:51.01) Donald Haddow (1:51.46) Gary Vandermeulen (1:50.99)         | 7:24.91 |                    |